# Babotinac
Babotinac (izvirno srbsko Баботинац) je naselje v Srbiji, ki upravno spada pod Občino Prokuplje; slednja pa je del Topliškega upravnega okraja.

## Demografija
V naselju, katerega izvirno (srbsko-cirilično) ime je Баботинац, živi 226 polnoletnih prebivalcev, pri čemer je njihova povprečna starost 44,7 let (42,2 pri moških in 47,3 pri ženskah). Naselje ima 89 gospodinjstev, pri čemer je povprečno število članov na gospodinjstvo 3,03.
To naselje je, glede na rezultate popisa iz leta 2002, večinoma srbsko, a v času zadnjih treh popisov je opazno zmanjšanje števila prebivalcev.
|  |

| Demografija | Demografija     | Demografija     |
| Leto        | Št. prebivalcev | Št. prebivalcev |
| ----------- | --------------- | --------------- |
|             |                 |                 |
|             |                 |                 |
|             |                 |                 |
|             |                 |                 |
| 1948        | 395             |                 |
| 1953        | 409             |                 |
| 1961        | 445             |                 |
| 1971        | 407             |                 |
| 1981        | 430             |                 |
| 1991        | 332             | 326             |
| 2002        | 279             | 270             |
|             |                 |                 |

| Etnična sestava po popisu iz leta 2002 | Etnična sestava po popisu iz leta 2002 | Etnična sestava po popisu iz leta 2002 | Etnična sestava po popisu iz leta 2002 | Etnična sestava po popisu iz leta 2002 |
| -------------------------------------- | -------------------------------------- | -------------------------------------- | -------------------------------------- | -------------------------------------- |
| Srbi                                   | Srbi                                   |                                        | 262                                    | 97,03%                                 |
| Romi                                   | Romi                                   |                                        | 7                                      | 2,59%                                  |
| Makedonci                              | Makedonci                              |                                        | 1                                      | 0,37%                                  |
| Neznano                                | Neznano                                |                                        | 0                                      | 0,0%                                   |